# 5ª edizione dei Critics' Choice Awards
La 5ª edizione dei Critics' Choice Awards si è tenuta nel 2000, premiando le migliori produzioni cinematografiche del 1999.

## Vincitori

### Miglior film
- American Beauty, regia di Sam Mendes

### Miglior attore
- Russell Crowe – Insider - Dietro la verità (The Insider)

### Miglior attrice
- Hilary Swank – Boys Don't Cry

### Miglior attore non protagonista
- Michael Clarke Duncan – Il miglio verde (The Green Mile)

### Miglior attrice non protagonista
- Angelina Jolie – Ragazze interrotte (Girl, Interrupted)

### Miglior giovane interprete
- Haley Joel Osment – The Sixth Sense - Il sesto senso (The Sixth Sense)

### Miglior regista
- Sam Mendes – American Beauty

### Migliore sceneggiatura originale
- Alan Ball – American Beauty

### Migliore sceneggiatura non originale
- Frank Darabont – Il miglio verde (The Green Mile)

### Miglior film per famiglie
- Cielo d'ottobre (October Sky), regia di Joe Johnston

### Miglior film d'animazione
- Toy Story 2 - Woody e Buzz alla riscossa (Toy Story 2), regia di John Lasseter, Lee Unkrich e Ash Brannon

### Miglior film straniero
- Tutto su mia madre (Todo sobre mi madre), regia di Pedro Almodóvar • Spagna

### Miglior canzone
- Music of My Heart (Gloria Estefan & NSYNC), musica e parole di Diane Warren – La musica del cuore (Music of the Heart)

### Migliore colonna sonora
- Gabriel Yared – Il talento di Mr. Ripley (The Talented Mr. Ripley)

## Top Film
(In ordine alfabetico)
- American Beauty, regia di Sam Mendes
- Essere John Malkovich (Being John Malkovich), regia di Spike Jonze
- Insider - Dietro la verità (The Insider), regia di Michael Mann
- Magnolia, regia di Paul Thomas Anderson
- Man on the Moon, regia di Miloš Forman
- Il miglio verde (The Green Mile), regia di Frank Darabont
- Le regole della casa del sidro (The Cider House Rules), regia di Lasse Hallström
- The Sixth Sense - Il sesto senso (The Sixth Sense), regia di M. Night Shyamalan
- Il talento di Mr. Ripley (The Talented Mr. Ripley), regia di Anthony Minghella
- Three Kings, regia di David O. Russell